# دير عطية (المنيا)
قرية دير عطية  هي إحدي القرى التابعة لمركز المنيا بمحافظة المنيا في جمهورية مصر العربية. حسب إحصاءات سنة 2006، بلغ إجمالي السكان في دير عطية 5380 نسمة، منهم 2769 رجل و2611 امرأة.